# Banat historique
Pour les articles homonymes, voir Banat.
Le Banat (prononciation en français : [ba.na] ; nommé en roumain : Banat ; serbe : Банат ou Banat ; allemand : Banat ; hongrois : Bánát ou Bánság ; slovaque : Banát ; bulgare : Банат ou Banat). Il s’agit d’une région historique d'Europe centrale dont la capitale historique est Timișoara, située dans le județ de Timiș de Roumanie. Elle est partagée aujourd'hui entre trois pays différents :
- le Banat roumain, partie orientale qui appartient depuis la Première Guerre mondiale à la Roumanie (județ de Timiș et județ de Caraș-Severin) ;
- le Banat serbe, partie occidentale (Banat septentrional, Banat central, Banat méridional) qui appartient depuis la Première Guerre mondiale à la Serbie, aujourd’hui dans la région de Voïvodine ;
- le Banat hongrois, petite partie au nord-ouest, près de Szeged, qui appartient à la Hongrie (comitat de Csongrád).

La région couvre la partie sud-est du bassin du moyen Danube et la partie sud de la plaine de la Tisza limitée par le Danube au sud, la Tisza à l’ouest, le Mureș au nord, et les Carpates méridionales à l’est.
De façon générale, un « banat » est une marche-frontière de l’ancien royaume de Hongrie, gouvernée par un « ban ». Il y eut ainsi sur les flancs méridional et oriental de ce dernier, en territoire slave du Sud, de nombreux autres banats actuellement croates (notamment en Slavonie), bosniens, serbes ou roumains (Olténie, ancien « banat de Severin »).

## Antiquité
Avant que l’Empire romain sous Trajan n’annexe la région du Banat en 106 de notre ère, le pays était habité par les Daces (Thraces septentrionaux). Sous la pression des Goths, l’empereur Aurélien (270-275) signa un traité de foederati et retira l’administration et les forces romaines au sud du Danube (Dacie aurélienne), abandonnant le pays aux Gépides, aux Hérules, aux Huns, aux Lombards et aux Avars, que rejoignent les Slaves au VIe siècle.

## Moyen Âge

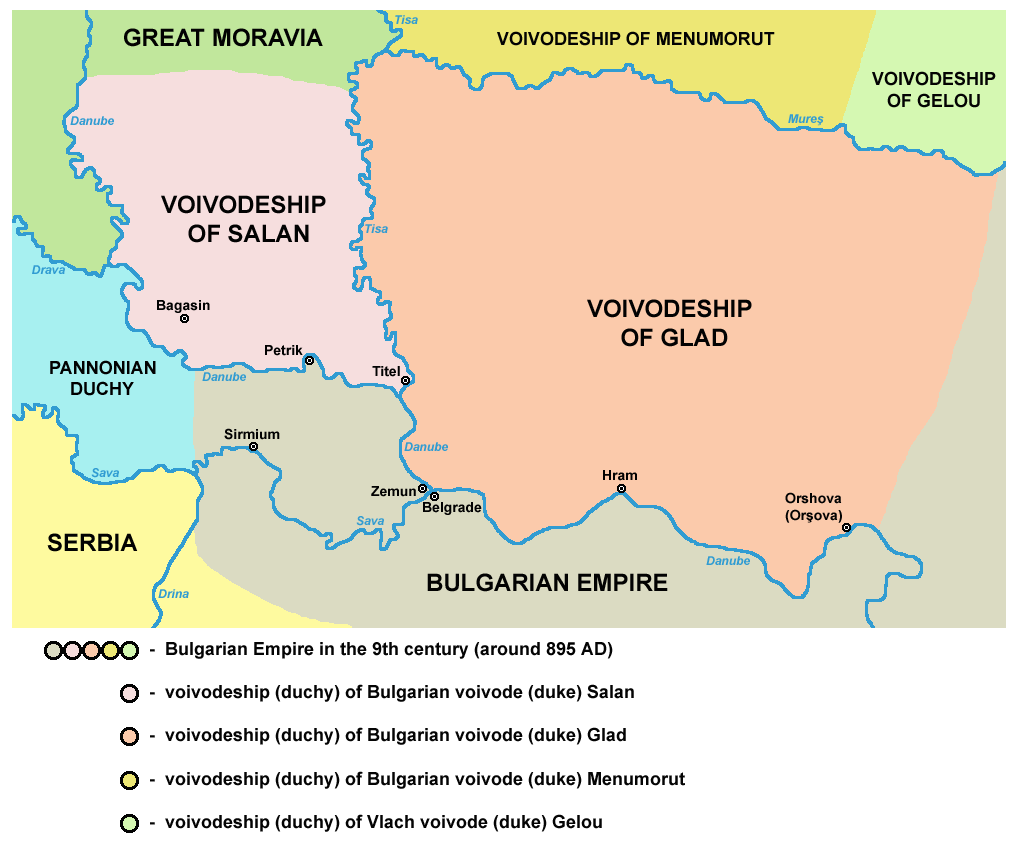
Le duché de Glad au sein du Premier empire bulgare

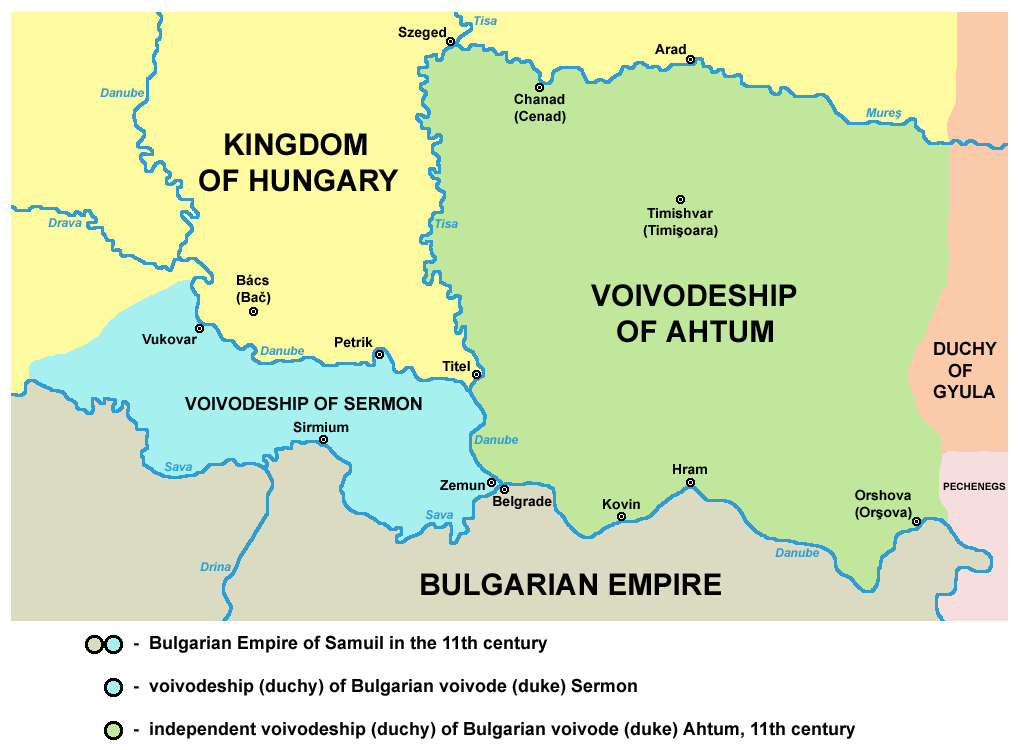
Le duché de Morisena au sein du royaume de Hongrie

- Au IXe siècle, le territoire du futur Banat fait partie du Premier Empire bulgare, qui règne sur des populations d’origines diverses, germaniques, avares, alanes, romanes et slaves.
- Au XIe siècle, alors que l’empire bulgare est attaqué par les Byzantins, ce sont les Magyars qui soumettent la région.
- Au XIIe siècle, le territoire du Banat est un voïvodat, celui de la cité de Glad, vassal à la fois de la Hongrie et du Rex Bulgarorum et Blachorum, et où cohabitent Valaques, Serbes et Bulgares.
- Au XIIIe siècle, il est mentionné dans les chroniques bénédictines comme « duché de Morisena » (la cité de Morisena, peut-être Mureșana, semble tenir son nom de la rivière Mureș ; c’est l’actuelle Cenad) vassal de la couronne hongroise, qui l’intègre alors dans le banat de Severin dirigé par un ban, dont la capitale est Severin, et qui comprend également l’Olténie.
- Au XIVe siècle, l’Olténie rejoint la Principauté de Valachie, tandis que le Banat actuel, séparé d’elle, devient le banat de Temeswar, bientôt directement intégré à la Hongrie et divisé en quatre comitats : Torontál, Temes, Krassó/Caraș et Válko/Vâlcu (les deux derniers sont réunis par la suite, les noms de Szörény/Severin étant substitués à ceux de Válko/Vâlcu).

Bien qu’elle soit imprécise sur les lieux et les personnages, la chronique historique hongroise Gesta Hungarorum évoque ces divers événements en mettant en scène un duc appelé Glad, souverain du territoire du Banat, qui venait de Vidin et était un vassal du tsar de Bulgarie. Son descendant Ahtum ou Ajtony est le dernier souverain qui s’opposa au royaume de Hongrie. L’archéologie et l’épigraphie confirment ce tableau général (à défaut des existences individuelles de Glad et d’Ahtum) à travers le site de Morisena (aujourd’hui Cenad), capitale du territoire et siège d’une abbaye bénédictine.

### Les bans de Severin (1233-1524)
Le titre de ban de Severin s’est transmis longtemps après la division du banat de Severin en banat de Temesvar et banat de Craiova (Olténie, valaque) en 1330, et après la division du premier en comitats au début du XVe siècle, mais il est devenu honorifique.
- 1233 Luca
- 1243 Ștefan
- 1247-1254 Ioan
- 1255 Pósa Csák
- 1257-1261 Ștefan
- 1262 Ștefan
- 1263-1267 Laurențiu
- 1268 Ugrin
- 1268 Alexandru
- 1269 Laurențiu
- 1270 Ponit
- 1270-1271 Laurențiu
- 1271-1272 Paul
- 1272 Laurențiu
- 1272 Albert
- 1273 Paul
- 1273 Laurențiu
- 1274 Paul
- 1274-1275 Ugrin
- 1275 Micu
- 1275 Paul
- 1275 Renaud
- 1276-1279 Micu
- 1277-1278 Paul
- 1279 Laurențiu
- 1280-1283 Timotei
- 1284-1286 Macău
- 1287-1289 Rafael
- 1290-1293 Laurențiu
- 1294-1296 Poșa Șoimoși
- 1297-1299 László Rátholti
- 1299-1308 Andras Tárnok
- 1309-1314 vacant
- 1314-1318 Dominic Cernea
- 1319-1323 László Rátholti
- 1323-1329 Daniel Szécsi
- 1324 Paul
- 1330-1335 vacant
- 1341 Denis Szécsi
- 1342-1349 Loszonczi
- 1350-1355 Miklos Szécsi
- 1355-1359 Dionis Lațcu
- 1359-1387 vacant
- 1387 László
- 1387-1388 Ștefan
- 1388-1390 Janos Kaplan
- 1390-1391 Nicolae Pereni
- 1392 Szemere Gerebenczi
- 1392-1393 Boboc din Ditrău
- 1393-1408 vacant
- 1408-1409 Pipo Ozorái
- 1409 vacant
- 1419 Zsigmunt Loszonczi
- 1428 Emeric Marcali
- 1430-1435 Nikolaus Redwitz
- 1429-1435 vacant
- 1435 László Jakubek
- 1436-1439  Ferenc Tallóci
- 1439-1445 Iancu de Hunedoara
- 1445-1446 Miklos Ujlaki
- 1447-1454 Mihai
- 1449 Cernea Bălaș
- 1452-1454 Petru
- 1455-57 vacant
- 1458 László et Grigor Bethlen
- 1459-1460 vacant
- 1460 László Doczi
- 1462-1463 Miklos
- 1464-1466 vacant
- 1466 Janos Pongracz
- 1467 vacant
- 1467 Ștefan et Mihai de Mâtnic
- 1468-1471 vacant
- 1471-1478 Imre Hédervári
- 1478 Janos Dominik Bethlen
- 1478 vacant
- 1479 Ambrozie et George de la Sânta-Elisaveta
- 1479 Barton Pathócsy
- 1480-1483 Ferenc Haraszti
- 1483-1489 Ferenc Haraszti et Andras Szokoly
- 1490 Emeric Ozora
- 1491 Pipo et András Dánfy
- 1491-1492 Ferenc Haraszti
- 1492-1494 George et Filip Bălaș de Ciula
- 1495-1502 Petru Măcicaș
- 1503 Béla Barnabas
- 1503 Ioan Gârliștea
- 1504-1508 Ioan et Bela Gârliștea ;
- 1508-1513 Mihai et Barnaba
- 1514 Ioan
- 1515-1516 Nicolae
- 1517-1518 vacant
- 1519 Béla Barnabas
- 1520-1521 Nicolae Gârliștea
- 1522-1524 Janos Kallay

## Période ottomane

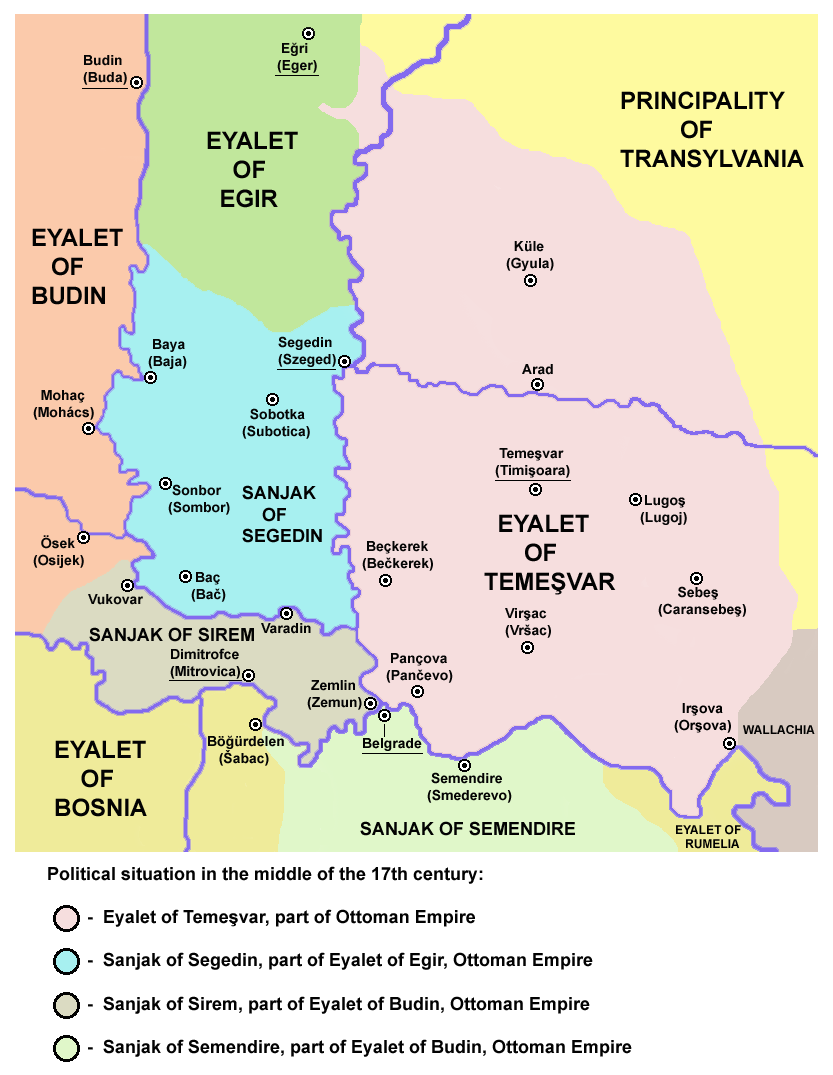
L'Elayet de Temeșvar au sein de l'Empire ottoman

Le Banat est graduellement conquis par les Ottomans et en 1552 devient un eyalet (province) nommé Eyâlet-i Temeșvar. Au XVIe siècle le Banat, jusque-là principalement peuplé de Valaques (Roumains), accueille environ 55 000 Slaves (Serbes) réfugiés du despotat de Serbie déjà occupé par les Ottomans.
En 1594, ces populations chrétiennes lancent une grande révolte contre la domination turque. Elle est écrasée et de nombreux habitants s'enfuient vers la Transylvanie et la Valachie.

## Période habsbourgeoise

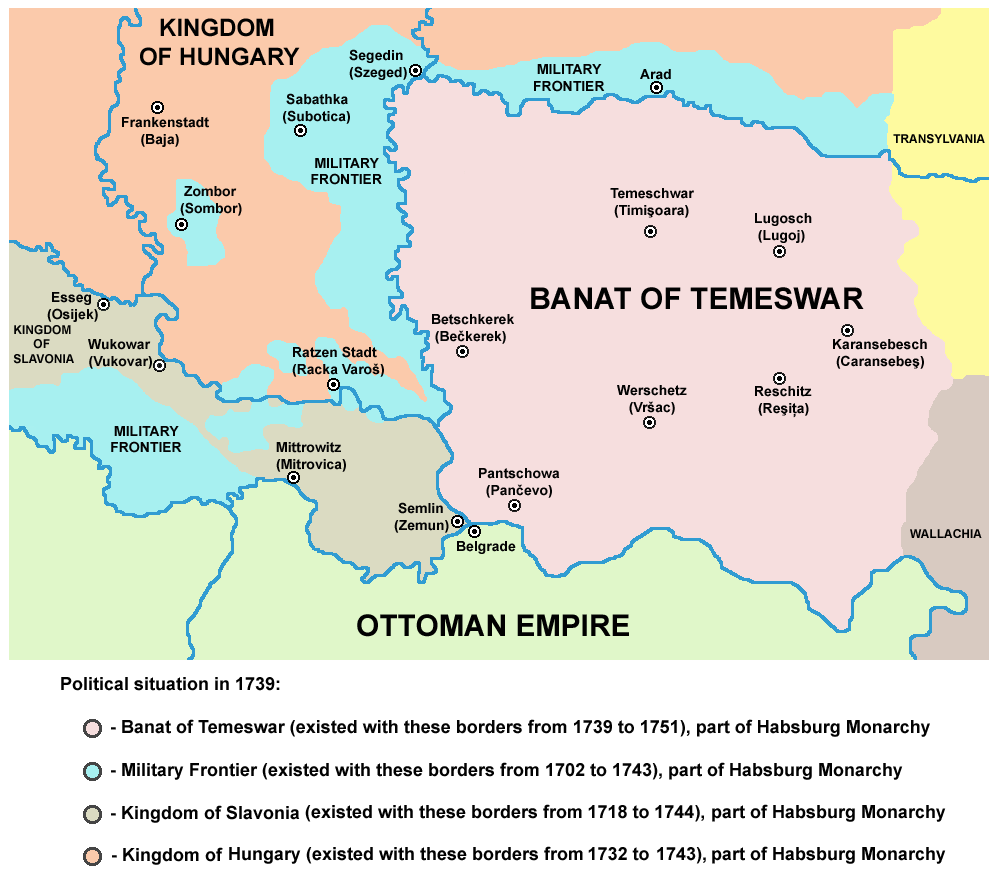
Le Banat, province de la Monarchie des Habsbourg en 1739

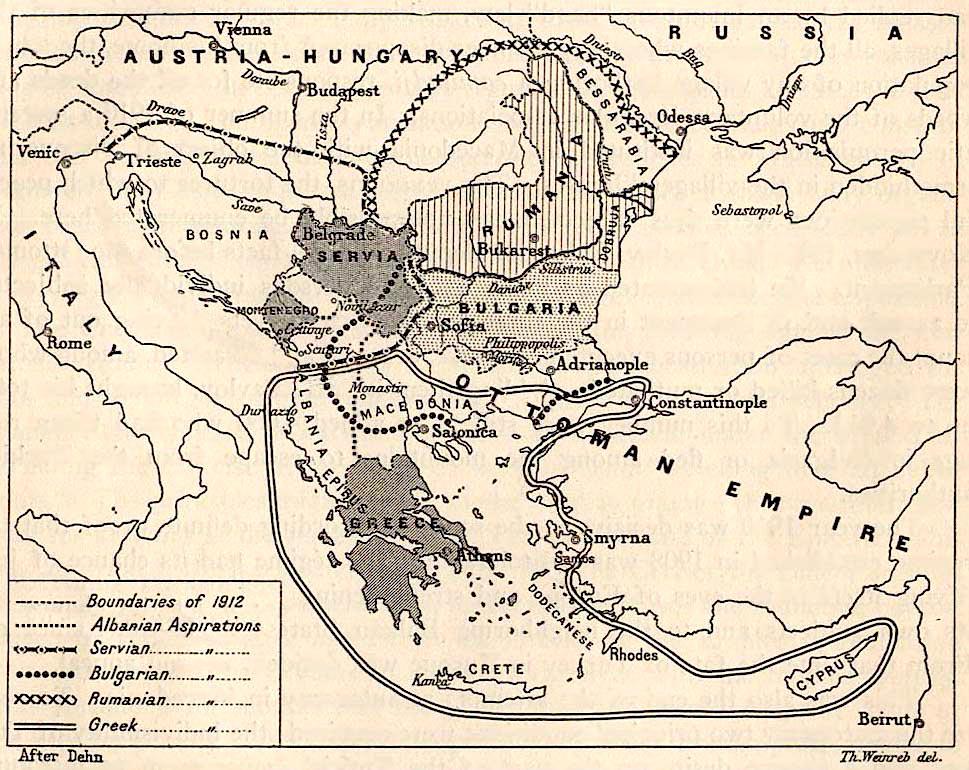
Selon les aspirations irrédentistes des Balkans en 1912, le Banat était destiné à être partagé entre la Serbie et la Roumanie.

Au XVIIIe siècle, le prince Eugène de Savoie-Carignan conquiert la région en 1716. Au traité de Passarowitz en 1718, le Banat est reconnu possession des Habsbourg d'Autriche sous le nom de Banat de Temeschburgou (Temesvár).

### Mise en valeur
Les Habsbourg trouvent les zones basses du Banat peu habitées, en friche ou redevenues des zones humides naturelles. Le comte Claude Florimond de Mercy, Feld-maréchal du Saint-Empire (1666-1734), nommé gouverneur du Banat en 1720, prend des mesures importantes pour valoriser la région. Les marais à côté du Danube et de la Timiș sont drainés, des routes et des canaux construits à grand-peine, des artisans et des fermiers pour la plupart Lorrains, Alsaciens, Badois, Souabes et Hongrois sont attirés par la distribution de terres, l'agriculture et le commerce sont encouragés. Alors que les Roumains et les Serbes sont orthodoxes, la majorité des nouvelles populations est catholique. La province (kreis) du Banat est dissoute en 1778 et trois des quatre comitats hongrois rétablis, sauf dans la partie sud du Banat (Krajina du Banat ou Valko/Vâlcu) qui fait dès lors partie de la frontière militaire (les confins militaires) jusqu'à la dissolution de celle-ci en 1871.
L'impératrice Marie-Thérèse d'Autriche s'intéressa beaucoup au Banat : elle fit coloniser la région par de nouveaux paysans catholiques allemands, fit fonder plusieurs villages, encouragea l'exploitation des richesses minérales, et d'une manière générale développa les mesures introduites par le comte de Mercy. Les Allemands arrivaient de Souabe, d'Alsace, de Lorraine allemande et du Luxembourg (dont des francophones parfois dénommés « Français du Banat »), de Bavière, d'Autriche, voire d'Italie du nord et même d'Espagne. Beaucoup de colonies de l'est du Banat étaient occupées principalement par des Allemands, appelés les Souabes du Danube (Donauschwaben) avec la seconde vague du Drang nach Osten. Les villages francophones de Charleville, Seultour, Saint-Hubert (aujourd’hui Banatsko Veliko Selo) se trouvent de nos jours du côté serbe de la frontière.

### Population
Au terme de soixante années de contrôle Habsbourg sur la région, la population du Banat était composée, selon les données du recensement fait par les Habsbourg en 1774, de :
- 220 000 Roumains ;
- 100 000 Serbes et Aroumains ;
- 53 000 Allemands ;
- 2 400 Bulgares et Hongrois ;
- 340 Juifs.

### Seconde période hongroise
En 1779, le Banat fut réuni à la Hongrie habsbourgeoise, et en 1784 l'empereur Joseph II d'Autriche le divise en deux Bezirke, l'un au nord centré sur Temesvár, l'autre au sud centré sur Pancsova. Durant la révolution de 1848/1849, des combats eurent lieu dans le Banat entre les troupes révolutionnaires hongroises et les régiments de garde-frontières serbes, restés fidèles aux Habsbourg. Ces derniers furent vainqueurs.

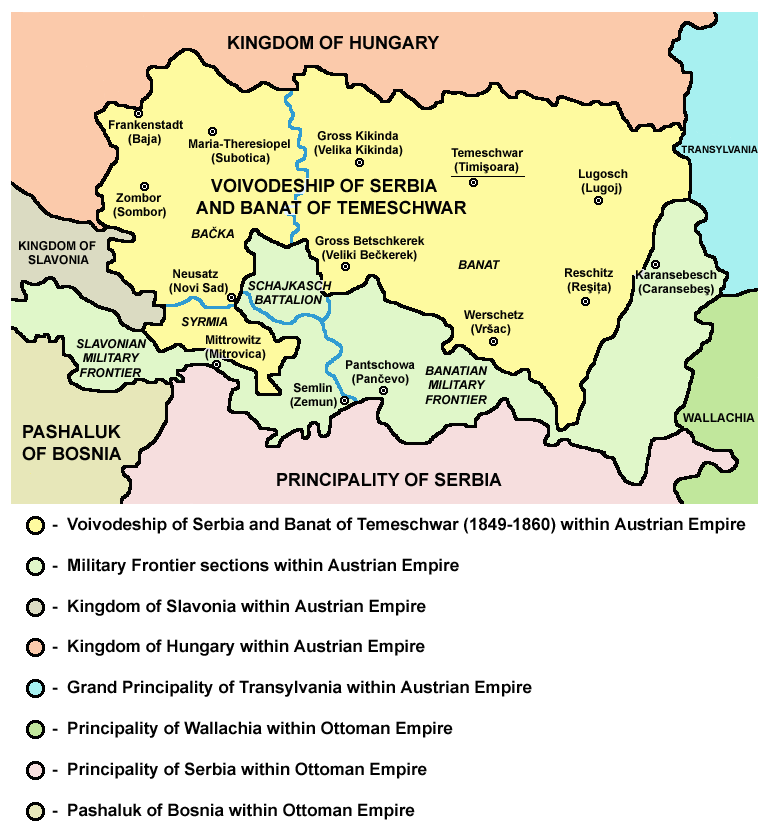
La Voïvodine de Serbie et le Banat de Timiš/Timiș en 1849

Après l'échec de la révolution de 1848, le Banat occidental devint une partie de la Voïvodine, formant avec les régions de Syrmie et de Bačka un Kronland de l'empire d'Autriche, appelé voïvodat de Serbie et du Banat de Tamiš (en allemand : Woiwodschaft Serbien und Temescher Banat). En 1860, cette province fut dissoute et réincorporée à la Hongrie habsbourgeoise, à l'exception de la frontière militaire du Banat, qui suivit en 1871. Les quatre comitats de Torontál, Temes/Timiš/Timiș, Krassó/Karaš/Caraș et Szörény/Severin furent alors recréés mais en 1881, Krassó et Szörény furent unis en Krassó-Szörény.

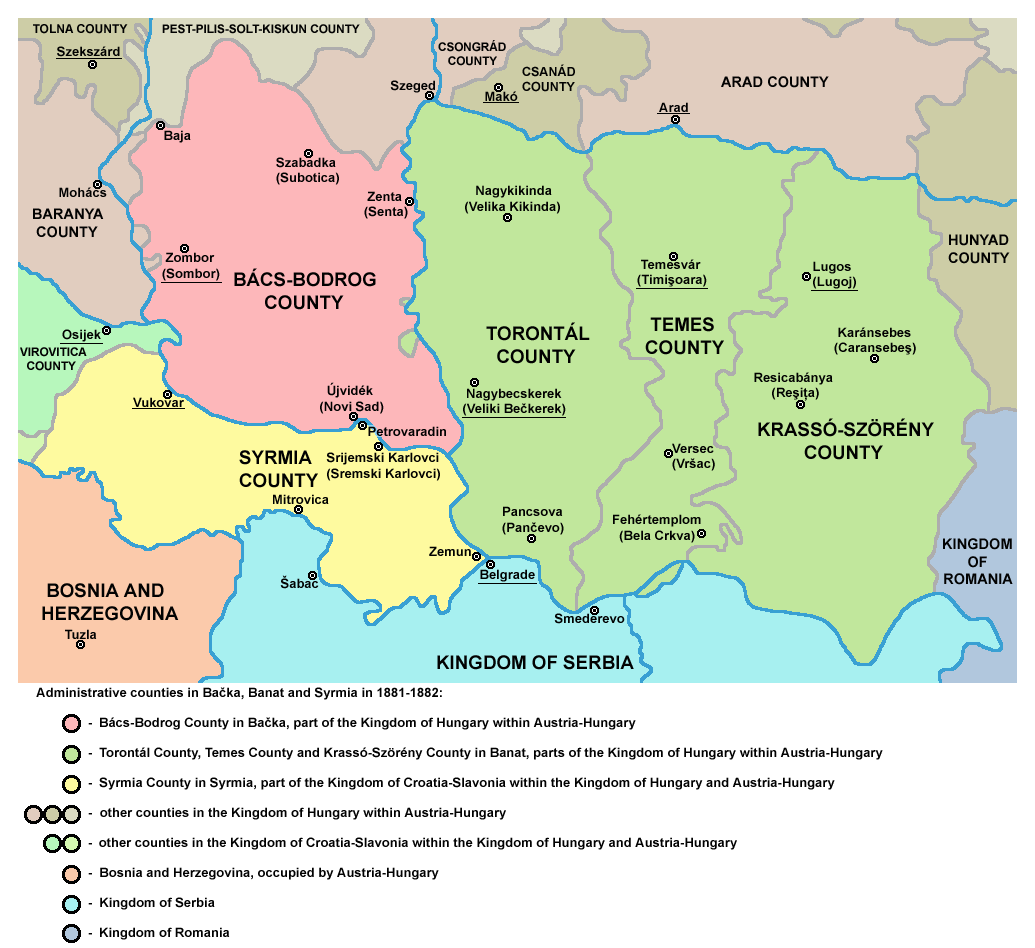
Les 5 comitats de la Bačka, de la Syrmie et du Banat après 1881, formés dans l'ancien territoire de Voïvodine de Serbie et Banat de Timiš/Timiș

## Après 1918

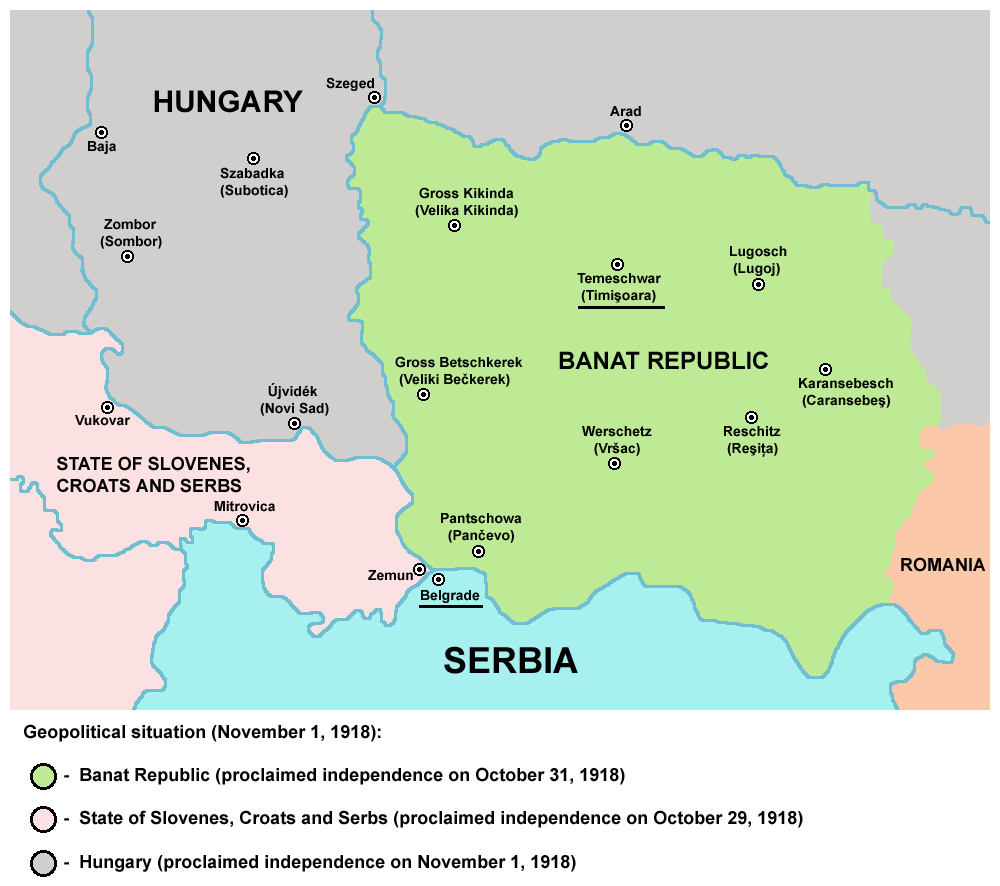
La République bolchevique du Banat en 1919.

L'effondrement de l'Autriche-Hongrie fin 1918 crée les conditions du partage du banat roumain, but de guerre serbe et roumain, promis par les Alliés, à la fois aux Serbes (ouest) et aux Roumains (est).

### Le Banat en 1918
Fin octobre 1918, le Banat vit une triple proclamation à Temesvár/Timișoara :
- les bolcheviks proclament une République des conseils du Banat (qui sera reconnue a posteriori en 1919 par le gouvernement communiste hongrois de Béla Kun) ;
- les Conseils nationaux des Roumains locaux avec leur député Sever Bocou de Lipova proclament leur union avec la Roumanie (moitié nord-est du Banat) ;
- les Serbes proclament leur réunion à la Serbie (moitié sud-ouest du Banat), tandis que leurs troupes et celles françaises de Franchet d'Espèrey occupèrent Timișoara et le pays début novembre 1918[4].

### Partage du Banat
Après une évaluation sur place faite par les délégations alliées et américaine, la Serbie et la Roumanie convinrent de se partager le pays sur des critères démographiques, à raison deux tiers pour la Roumanie avec Timișoara, et d'un tiers pour la Serbie.
C'est la commission « Lord » où des géographes comme Robert Seton-Watson (en) ou Emmanuel de Martonne et l'historien Ernest Denis jouèrent un rôle important, qui traça la frontière entre la Roumanie et la Serbie : la partie nord-est du Banat fut attribuée à la Roumanie (le Krassó-Szörény/Caraș-Severin en totalité, 2/3 du Temes/Timiș, et une petite partie du Torontál), tandis que la partie sud-ouest (le Torontál et 1/3 du Temes/Timiș) fut attribuée au royaume des Serbes, Croates et Slovènes nouvellement créé (qui deviendra la Yougoslavie). Une petite zone, ayant une population mixte (hongroise, serbe et roumaine) près de la ville de Szeged fut laissée à la Hongrie nouvellement indépendante. Le traité de Trianon de 1920 confirme ce partage de 1918, toujours en vigueur.

### Le Banat durant la Seconde Guerre mondiale
Pendant la Seconde Guerre mondiale, le Banat, bien que revendiqué par la Hongrie de Miklós Horthy, resta partagé selon le découpage de 1918, mais la partie serbe fut occupée par la Wehrmacht et administrée par les minorités allemandes locales. À la fin de la guerre, celles-ci furent expulsées vers l'Allemagne en raison de ce rôle.

### Période moderne
Actuellement, le territoire du Banat est partagé entre:
- les départements roumains de Timiș, Arad et de Caraș-Severin,
- la province autonome serbe de Voïvodine et le district serbe de Belgrade,
- et le comitat hongrois de Csongrád (ville de Szeged).

## Symboles
Le symbole héraldique traditionnel du Banat est un lion debout sur le pont d’Apollodore de Damas. Il est aujourd’hui inclus dans les armes de la Roumanie et de la Voïvodine.

## Villes

Carte du Banat

Les grandes villes du Banat sont :
- en Roumanie :
  - Timișoara (326 651),
  - Arad (172 824),
  - Reșița (83 985),
  - Lugoj (44 571),
  - Caransebeș (28 294) ;
- en Serbie :
  - Zrenjanin (79 545),
  - Pančevo (76 110),
  - Kikinda (41 825),
  - Vršac (36 001).